# Mothership
Mothership — альбом-компіляція британського рок-гурту Led Zeppelin, випущений лейблом Atlantic Records та Rhino Entertainment 12 листопада 2007 року у Великій Британії та 13 листопада 2007 року в США. Вийшов того самого дня, коли весь каталог Led Zeppelin став доступним у цифровому форматі, зокрема в iTunes Store. Обкладинку створив Шепард Фері.
Пісні були підібрані учасниками гурту, що залишились: Джиммі Пейджем, Робертом Плантом та Джоном Полом Джонсом. Збірка представляє всі вісім студійних альбомів гурту. На додаток до основних двох дисків, альбом випущено у розширеній та колекційній версіях. Вони включають DVD із записами концертів, які вийшли раніше на Led Zeppelin DVD. Також альбом доступний для продажу у вініловому вигляді (4 грамплатівки).
8 листопада 2007 року було створено тимчасову радіостанцію XM LED для підтримки альбому. Вона працювала шість місяців до 5 травня 2008 року.

## Список композицій

### Перший диск
1. «Good Times Bad Times» (з Led Zeppelin) (Джиммі Пейдж, Джон Пол Джонс, Джон Бонам) — 2:46
2. «Communication Breakdown» (з Led Zeppelin) (Пейдж, Джонс, Бонам) — 2:30
3. «Dazed and Confused» (з Led Zeppelin) (Пейдж) — 6:26
4. «Babe I'm Gonna Leave You» (з Led Zeppelin) (Енн Бердон, Пейдж, Роберт Плант) — 6:41
5. «Whole Lotta Love» (з Led Zeppelin II) (Пейдж, Плант, Джонс, Бонам, Віллі Діксон) — 5:34
6. «Ramble On» (з Led Zeppelin II) (Пейдж, Плант) — 4:24
7. «Heartbreaker» (з Led Zeppelin II) (Пейдж, Плант, Джонс, Бонам) — 4:14
8. «Immigrant Song» (з Led Zeppelin III) (Пейдж, Плант) — 2:25
9. «Since I've Been Loving You» (з Led Zeppelin III) (Page/Plant/Jones) — 7:23
10. «Rock and Roll» (з Led Zeppelin IV) (Пейдж, Плант, Джонс, Бонам) — 3:41
11. «Black Dog» (з Led Zeppelin IV) (Пейдж, Плант, Джонс) — 4:58
12. «When the Levee Breaks» (з Led Zeppelin IV) (Пейдж, Плант, Джонс, Бонам, Мемфіс Манай) — 7:08
13. «Stairway to Heaven» (з Led Zeppelin IV) (Пейдж, Плант) — 8:02

### Другий диск
1. «The Song Remains the Same» (з Houses of the Holy) (Пейдж, Плант) — 5:29
2. «Over the Hills and Far Away» (з Houses of the Holy) (Пейдж, Плант) — 4:50
3. «D'yer Mak'er» (з Houses of the Holy) (Пейдж, Плант, Джонс, Бонам) — 4:22
4. «No Quarter» (з Houses of the Holy) (Пейдж, Плант, Джонс) — 7:00
5. «Trampled Under Foot» (з Physical Graffiti)  (Пейдж, Плант, Джонс) — 5:36
6. «Houses of the Holy» (з Physical Graffiti) (Пейдж, Плант) — 4:02
7. «Kashmir» (з Physical Graffiti) (Пейдж, Плант, Бонам) — 8:28
8. «Nobody's Fault but Mine» (з Presence) (Пейдж, Плант) — 6:15
9. «Achilles Last Stand» (з Presence) (Пейдж, Плант) — 10:23
10. «In the Evening» (з In Through the Out Door) (Пейдж, Плант, Джонс) — 6:51
11. «All My Love» (з In Through the Out Door) (Плант, Джонс) — 5:51

### Третій диск
(Deluxe Edition DVD) – уривки з Led Zeppelin DVD
1. «We're Gonna Groove» (Кінґ, Беті) (Роял-Альберт-Хол — 9 січня, 1970)
2. «I Can't Quit You Baby» (Діксон) (Роял-Альберт-Хол — 9 січня, 1970)
3. «Dazed and Confused» (Пейдж) (Роял-Альберт-Хол — 9 січня, 1970)
4. «White Summer» (народна, в аранжировці Пейджа) (Роял-Альберт-Хол — 9 січня, 1970)
5. «What Is and What Should Never Be» (Пейдж, Плант) (Роял-Альберт-Хол — 9 січня, 1970)
6. «Moby Dick» (Бонам, Джонс, Пейдж) (Роял-Альберт-Хол — January 9, 1970)
7. «Whole Lotta Love» (Пейдж, Плант, Джонс, Бонам) (Роял-Альберт-Хол — 9 січня, 1970)
8. «Communication Breakdown» (Бонам, Джонс, Пейдж) (Роял-Альберт-Хол — 9 січня, 1970)
9. «Bring It on Home» (Пейдж, Плант) (Роял-Альберт-Хол — 9 січня, 1970)
10. «Immigrant Song» (Пейдж, Плант) (Сідней-Шоуґраунд — 27 лютого, 1972)
11. «Black Dog» (Пейдж, Плант, Джонс) (Медісон-Сквер-Ґарден — 28 липня, 1973)
12. «Misty Mountain Hop» (Пейдж, Плант, Джонс) (Медісон-Сквер-Ґарден — 27 та 28 липня, 1973)
13. «The Ocean» (Пейдж, Плант, Джонс, Бонам) (Медісон-Сквер-Ґарден — 27 та 29 липня, 1973)
14. «Going to California» (Пейдж, Плант) (Ерлс Корт — 25 травня, 1975)
15. «In My Time of Dying» (Пейдж, Плант, Джонс, Бонам) (Ерлс Корт — 24 травня, 1975)
16. «Stairway to Heaven» (Пейдж, Плант) (Ерлс Корт — 25 травня, 1975)
17. «Rock and Roll» (Пейдж, Плант, Джонс, Бонам) (Небворт — 4 серпня, 1979)
18. «Nobody's Fault but Mine» (Пейдж, Плант) (Небворт — 4 серпня, 1979)
19. «Kashmir» (Пейдж, Плант, Бонам) (Небворт — 4 серпня, 1979)
20. «Whole Lotta Love» (Пейдж, Плант, Джонс, Бонам) (Небворт — 4 серпня, 1979)

## Положення у чартах та продажі
Альбом дебютував на 4-й сходинці чарту Великої Британії з 58 000 проданих копій. На Офіційному чарті Нової Зеландії альбом дебютував на першій сходинці, де пробув декілька тижнів. У США альбом стартував на 7-й сходинці чарту Billboard 200 з приблизно 138 тисячами продаж за перший тиждень.